# 林田真尋
林田 真尋（はやしだ まひろ、1998年（平成10年）5月7日 - ）は、日本のアイドル、歌手、ダンサー、女優、タレント。兵庫県西宮市出身。一夫多妻制アイドルユニット・清竜人25のメンバー。ダンスボーカルグループ・フェアリーズの元メンバー。カオスピピス、Youplus（ユープラス）の元メンバー。アイドルグループaminiのメンバー。

## 略歴
- 2011年9月21日、フェアリーズのデビューシングル『More Kiss/Song for You』でメジャーデビュー[1]。
- 2013年2月1日、林田、藤田、下村の98年組による、フェアリーズの派生ユニット「Mスリー」の結成を発表[2]。
- 2015年5月19日、ピクトリンク公式ユーザー「プリモ」に加入[3]。
- 2017年1月3日、舞台劇『父娘旅情』で初主演、初舞台を踏む[4]。同年5月2日より『志村の夜』（フジテレビ）にレギュラー出演。
- 2020年、所属事務所との契約終了。グループを脱退し、個人で芸能活動を行う[5]。同年6月20日にInstagram、翌月20日にはTwitterのアカウントを新たに作成し、同年12月29日にYouTube｢まひちゃんねる｣を開設した。
- 2021年2月14日、Fensiにて「林田真尋 ファンサイト」を開設。同年4月3日にはユニット「カオスピピス」の結成メンバーとなったが、6月16日、同ユニットの活動休止が発表された[6]。また、メンバーを再編成した「Youplus」のメンバーとして同年12月22日に再デビュー[7]。
- 2023年7月8日、Youplusが9月3日をもって解散することが発表される[8]。
- 2023年8月6日、林田が7月29日付でYouplusとしての活動を終了したことが発表される[9]。
- 2023年9月1日、 オフィシャルファンクラブ「まひろくらぶ」を開設[10]。
- 2024年7月7日、再結成された清竜人25の第104夫人・清 真尋（きよし まひろ）であることが公表された[11]。
- 2025年5月7日、アイドルグループaminiへの加入を発表[12]。

## 人物
フェアリーズ脱退以降は主に舞台俳優として活動。何がやりたいんだろう、向いているんだろうと考えた時、グループ時代に出したグラビア写真集が好評だったことから2024年『週刊ヤングマガジン』12号から約7年ぶりにグラビア活動を再開。根が関西人気質であり、かつての担当マネージャーからブラックマヒロと呼ばれたこともある。
父親に笑顔が素敵だと言われて以来、座右の銘は「人生、笑顔が一番!」としている。

## 出演

### 舞台
- 片肌☆倶利伽羅紋紋一座「ざ☆くりもん」二〇一七年『父娘旅情』（2017年1月3日 - 9日、シアターグリーン） - 主演・おりん 役[4]
- 100点un・チョイス！5周年記念公演第1弾！第6回本公演舞台『ヒロイン』（2019年4月13日 - 21日、東京芸術劇場 シアターウエスト） - 主演・平美里 / 藤代空 役
- Get Back!!（2019年9月22日 - 29日、俳優座劇場） - 秋恵 役 ※友情出演
- 100点un・チョイス！特別公演『本気だけどマジではない』（2020年10月2日・3日、中野ザ・ポケット） - 津田翼 役
- ピウス企画「オールドメイド」（2020年11月26日 - 12月6日、中野ザ・ポケット） - 杉山亜紀 役
- 100点un・チョイス！第13回公演『ヒロイン』（2021年4月21日 - 28日、シアターサンモール） - 主演・平美里 / 藤代空 役
- ピウス企画  舞台「アサルトリリィ・御台場女学校編」（2021年8月20日 - 8月29日、紀伊國屋ホール） -  菱田治 役
- ピウス企画  舞台「アサルトリリィ・御台場女学校 -The Empathy Phenomenon-」（2022年2月17日 - 2月28日、紀伊國屋サザンシアター TAKASHIMAYA） -  菱田治 役
- ピウス×De-LIGHT　舞台「ミライの扉」（2022年11月23日、中野 ザ・ポケット）ゲスト出演・本人役
- ピウス企画  舞台「アサルトリリィ・御台場女学校編 -The Battle to Overcome-」（2023年2月3日 - 2月13日、こくみん共済 coop ホール／スペース・ゼロ） -  菱田治 役
- 舞台「LIAR GAME murder mystery」（2023年3月9日、飛行船シアター）
- 舞台「#オーバーラック」（2023年6月2日 - 11日、シアターアルファ東京）-  坪倉役
- リリィコレクション 2023（2023年8月26日、27日、大手町三井ホール）-  菱田治役
- 舞台「あゝ青春の血は燃ゆる」（2023年9月14日〜9月18日、新宿村LIVE）
- 舞台「アサルトリリィ・新章」サングリーズル編『種の最果ての地で』(2023年12月19日～12月25日、シアター1010)　-  今川誉 役
- T-gene stage「コトの葉[16]」コトチーム（2024年1月20日 - 28日、すみだパークシアター倉） - 渡邊メイ 役[17]
- キ上の空論 獣三作 一作め「けもののおとこ」（2024年3月23日 - 31日、紀伊國屋ホール）[18]
- ピウス「アサルトリリィ・御台場女学校-The Snowdrop-」（2024年8月1日 - 11日、紀伊國屋サザンシアター TAKASHIMAYA） - 菱田治 役[19]
- 舞台「アサルトリリィ・シュツルム」～サングリーズル編～（2025年4月25日 - 30日、かめありリリオホール） - 今川誉 役[20]
- あゝ青春の血は燃ゆる2025（2025年8月14日 - 17日、テアトルBONBON）- 桐谷巴 役[21]
- 舞台「アサルトリリィ」-眞說・御台場迎撃戦-（2025年9月20日 - 25日、シアター1010） - 菱田治 役[22]

### 映画
- 映画「港区女子」（2022年12月4日）主演

### テレビ番組
- 志村の夜（2017年5月2日 - 2018年9月26日、フジテレビ）

### ネットテレビ
- Mスリーなんです!!!（2016年10月4日 - 、生テレ）[23]

### MV
- the engy 「Miss You So Bad」（2023年2月）

### イベント
- 超十代
  - 夏期講習（2016年8月23日、アイビーホール）
  - -ULTRA TEEN FES-（2017年3月28日、幕張メッセ 国際展示場 6・7ホール）
  - -ULTRA TEEN FES-（2018年3月27日、幕張メッセ 国際展示場 6・7ホール）
- session「session vol.14」（2021年2月21日、シアターブラッツ)
- 林田真尋生誕祭〜はじめてのお誕生日会〜（2021年5月8日、HOLIDAY新宿）
- 林田真尋のお誕生日会（2022年5月7日、渋谷CLUB CAMELOT）
- ピウス企画「オールドメイド」上映会＆トークイベント（2022年11月15日、中野 ザ・ポケット
- 林田真尋生誕祭 │ 2023 （2023年5月6日、TOKIO TOKYO）
- 舞台「#オーバーラック」番外編 -DVD発売イベント-（2023年9月9日、星稜会館）
- 舞台「#オーバーラック」番外編 -DVD発売イベント-（2023年9月23日、あべのハルカス 近鉄本店 SPACE9）
- トークイベント「林田真尋のお話会♡」（2024年2月10日、Organic Cafe EXPRESSER）
- ｢林田真尋 2024 Birthday Event｣ （2024年5月5日、CHIC HALL SHIBUYA）

### スマホアプリ
- 週刊ジョージア「妄想カノジョ」（2015年11月9日、KADOKAWA）[24]

## 書籍

### 写真集
- MH0507（2017年9月27日、ワニブックス）ISBN 978-4-8470-4955-2[25]

### デジタル写真集
- いつもなんどでも（2024年9月2日、集英社「週プレ PHOTO BOOK」撮影：細居幸次郎）[26]